# Projekt 22870
Projekt 22870 ist eine Schiffsklasse von Bergungsschleppern der russischen Seekriegsflotte. Die Schiffsklasse wurde vom Konstruktionsbüro "Vympel" in Nischni Nowgorod aufgrund der Anforderungen der russischen Seekriegsflotte konstruiert und in der Swjosdotschka-Werft in Astrachan gebaut. Das erste Schiff der Klasse wurde im Jahr 2014 in den Dienst gestellt.
Der Zweck der Schiffsklasse ist es, Feuer auf havarierten Schiffen zu bekämpfen, manövrierunfähige Schiffe abzuschleppen sowie die Besatzung der havarierten Schiffe aufzunehmen und medizinische Erste Hilfe zu leisten. Starke Generatoren erlauben es, das Stromnetz des havarierten Schiffes von außen zu versorgen. Auch ist es möglich, den die Bergung untergegangener Schiffe durch ferngesteuerte Unterwasserfahrzeuge und Taucheinrichtungen zu unterstützen. Um dabei auf der Stelle zu bleiben, verfügen die Schiffe über eine dynamische Positionierung. Auch verfügen die Schiffe über technische Möglichkeiten ausgelaufenes Öl aufzufangen.

## Technische Daten
Die Schiffe werden dieselelektrisch durch zwei KL6538-AS06-Elektromotoren mit je 2720 PS angetrieben. Die Motoren wirken auf zwei Propellergondeln. Die Schiffe sind mit zwei Querstrahlsteueranlagen ausgerüstet. Die Stromerzeugung erfolgt durch drei 1520-kW-Dieselgeneratoren, zwei 200-kW-Dieselgeneratoren und zwei 100-kW-Dieselgeneratoren. 
Die Verdrängung beträgt leer 1200 t und voll beladen 1670 t. Die Seeausdauer der Schiffe beträgt zwanzig Tage.
Die Schiffe sind mit ferngesteuerten Unterwasserfahrzeugen (ARS-600 bzw. Falcon-1000), einer Dekompressionskammer für Tauchgänge bis zu 60 m, drei 500-m³/h-Sonderstrahlrohre und Wasserpumpen, die 830 m³/h fördern können, ausgestattet.

## Einheiten
| Schiffsname                                       | Werftnummer | Kiellegung | Stapellauf | Indienststellung | Flotte              | Status                  |
| ------------------------------------------------- | ----------- | ---------- | ---------- | ---------------- | ------------------- | ----------------------- |
| SB-45                                             | 005         | 2011       | 24.05.2013 | 27.06.2014       | Kaspische Flottille | aktiv                   |
| SB-565 → Professor Nikolaj Muru (2014)            | 006         |            | 20.05.2014 | 28.12.2014       | Schwarzmeerflotte   | aktiv                   |
| SB-738                                            | 007         |            | 21.05.2015 | 04.07.2016       | Kaspische Flottille | aktiv                   |
| SB-739 → Spassatel Wassili Bech (seit 19.04.2021) | 008         |            | 02.08.2016 | 16.01.2017       | Schwarzmeerflotte   | wahrscheinlich versenkt |
| Kapitan Gurjow                                    | 009         | 27.01.2016 | 18.05.2018 | 05.12.2018       | Schwarzmeerflotte   | aktiv                   |
| SB-742                                            | 010         | 27.10.2016 | 22.05.2019 | 19.12.2019       | Schwarzmeerflotte   | aktiv                   |
| Michail Tschekow                                  | 021         | 25.03.2021 | -          | -                |                     | im Bau                  |

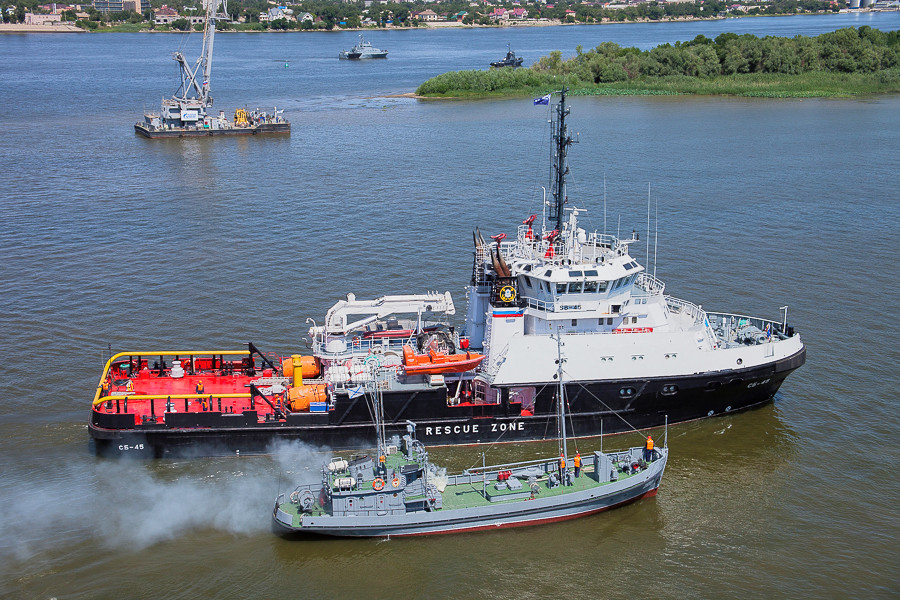
SB-45
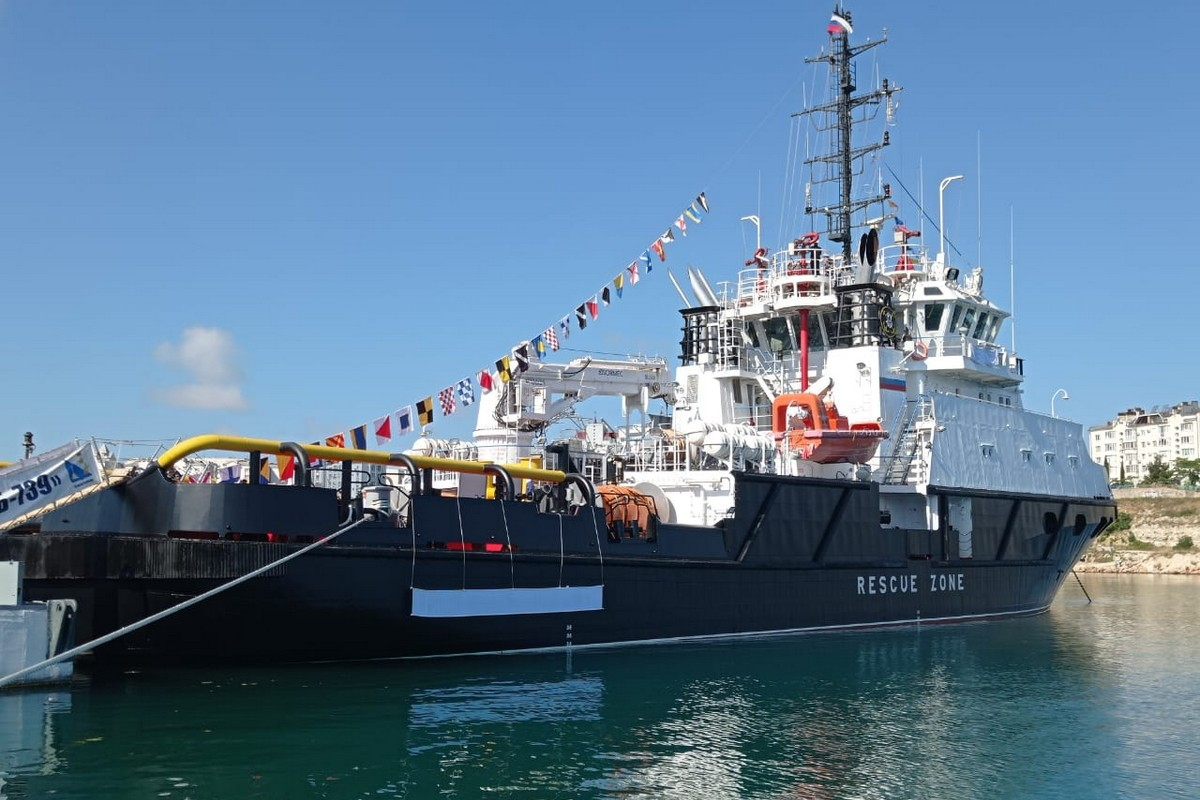
Spasatel Vasily Bekh
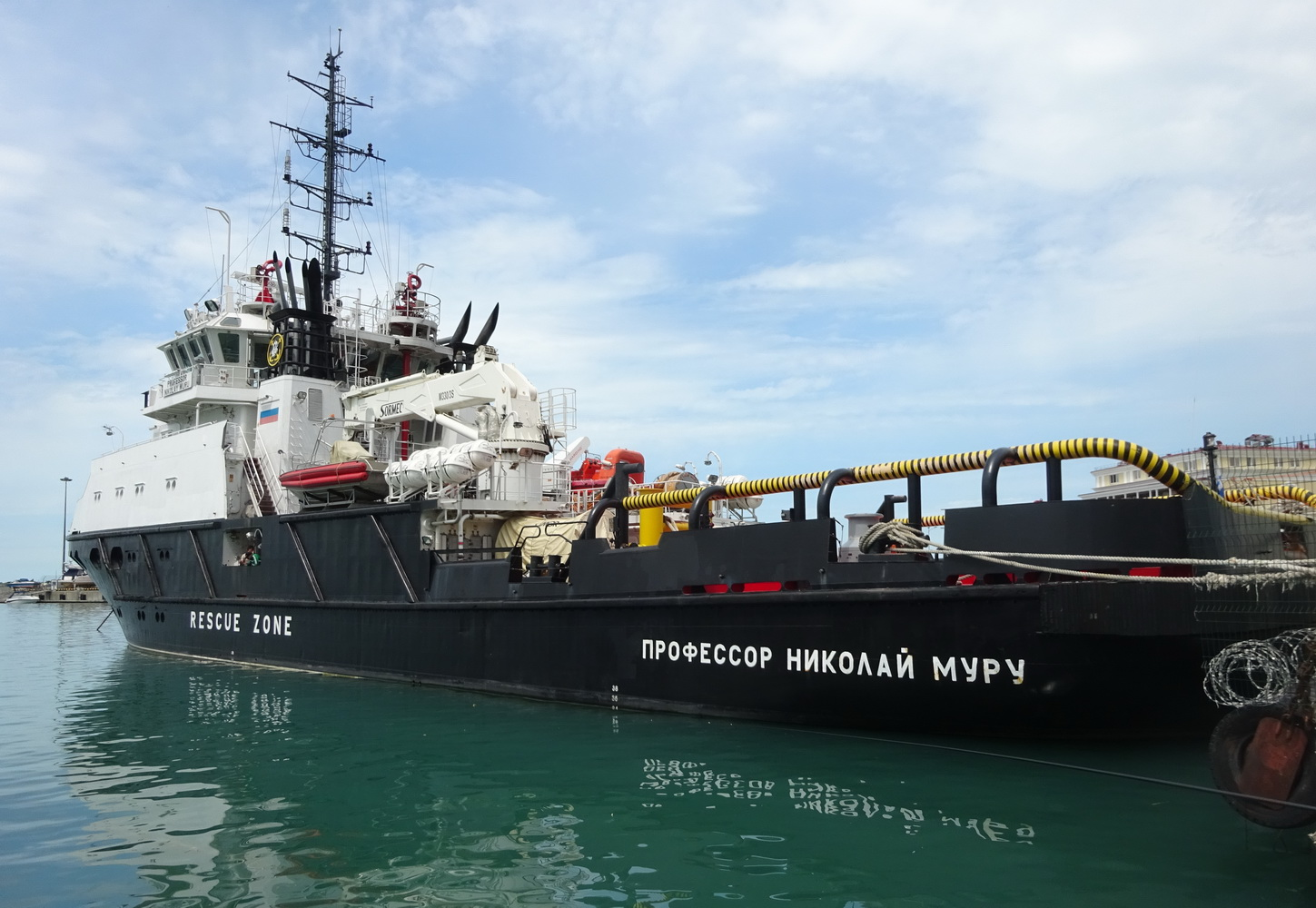
Professor Nikolaj Muru

## Spassatel Wassili Bech
Der Bergungsschlepper Spassatel Wassili Bech wurde im Rahmen des Russischen Überfalls auf die Ukraine 2022 angegriffen und wahrscheinlich versenkt. Am 17. Juni 2022 veröffentlichte das ukrainische Militär die Meldung über den Angriff. Nach ukrainischen Angaben befand sich das Schiff 30 km östlich der Schlangeninsel. Es soll Waffen, Munition und Soldaten transportiert haben, um die russische Truppen auf der Schlangeninsel zu verstärken. Das Schiff wurde von zwei tieffliegenden Seezielflugkörpern kurz nacheinander getroffen. Das Video des Angriffs wurde von einer ukrainischen Drohne vom Typ Bayraktar TB2 aufgenommen. Die Drohne übermittelte wahrscheinlich die Zielkoordinaten an die landgestützten Seezielflugkörper, griff aber selber nicht an. Ukrainischen Angaben nach wurden für den Angriff kürzlich gelieferte Harpoon-Seezielflugkörper verwendet. Die Bergungsschlepper des Projekts 22870 haben keine integrale Bewaffnung, doch war auf dem Deck der Wassili Bech provisorisch ein Tor-M2KM-Kurzstrecken-Flugabwehrraketen-System installiert. Offizielle russische Stellen bestätigten den Angriff nicht, allerdings berichten verschiedene russische Quellen von einem Vorfall auf der Spassatel Wassili Bech mit verletzten und vermissten Personen.
Der Bergungsschlepper Spassatel Wassili Bech wurde von der Schwarzmeerflotte nicht in seiner eigentlichen Rolle, sondern als Transportschiff, eingesetzt und war aus Sicht der Ukrainer ein Hochwertziel, weil er Nachschub für die russisch besetzte und strategisch wichtige Schlangeninsel brachte. Außerdem vermag so ein erfolgreicher Schlag die Moral der Ukrainer zu stärken.